# .ki
.ki је највиши Интернет домен државних кодова (ccTLD) за Кирибате.
Од раних 1990их до раних 2000их, доменом је управљала аустралијски провајдер Connect.com.au у име Републике Кирибати. 2002. године, директна управа над доменом је пребачена на Telecom Services Kiribati Limited.